# Старий Фольварк (Куявсько-Поморське воєводство)
Старий Фольварк (пол. Stary Folwark, нім. Altvorwerk) — село в Польщі, у гміні Ґрудзьондз Ґрудзьондзького повіту Куявсько-Поморського воєводства.
Населення — 141 особа (2011).
У 1975-1998 роках село належало до Торунського воєводства.

## Демографія
Демографічна структура станом на 31 березня 2011 року:
|          | Загалом | Допрацездатний вік | Працездатний вік | Постпрацездатний вік |
| -------- | ------- | ------------------ | ---------------- | -------------------- |
| Чоловіки | 75      | 24                 | 45               | 6                    |
| Жінки    | 66      | 16                 | 39               | 11                   |
| Разом    | 141     | 40                 | 84               | 17                   |